# Ștefan Popa-Popas
Ștefan Popa Popa's (11 iunie 1955, Caransebeș) este un caricaturist român.

## Biografie
O mare parte a copilăriei și adolescenței și-a petrecut-o împreună cu familia în Drobeta Turnu Severin. A început Liceul de Arte Plastice și s-a transferat la o Clasă Specială de Matematică, obținând locul întâi la Balcaniada de Matematică. A practicat handbalul și atletismul de performanță. A început să deseneze la 5 ani, iar la 7 i-a fost publicată prima caricatură într-un ziar local. La 14 ani a publicat în singura revistă umoristică a vremii. La 19 ani a fost descoperit de Henri Coursaget, primul președinte UNESCO. A absolvit Politehnica din Timișoara și Școala de Arte Vizuale din Poitiers, Franța. La Festivalul Internațional de Caricatură de la Saint-Estève (Franța) a stabilit recordul mondial de rezistență (1.527 de portrete color în zece zile și zece nopți). În 1995 își doboară propriul record și realizează 2.772 de caricaturi color în zece zile și zece nopți. Peste 200 de șefi de state și guverne au portrete semnate Popas.
În prezent este cetățean de onoare în 26 de orașe din țară, unde a obținut 100 de premii. Pe plan internațional a fost medaliat de 58 de ori. Este membru al Fundației pentru Știință și Arte a Academiei Cita din Roma și membru al Asociației Artiștilor Plastici (UNESCO). A creat Academia Popa’s, școala românească de caricatură. A publicat caricaturi în principalele ziare și reviste din toată lumea. Realizările sale de excepție în domeniul graficii l-au impus drept una dintre cele mai prestigioase personalități ale artei plastice contemporane. În Franța, în octombrie 1995, André Baur scria despre Ștefan Popa Popa’s că “este o forță a naturii..., este singurul om care a fost cu patru secunde mai rapid decât calculatorul”.
"La expoziția mea de la sediul NATO din Bruxelles m-am trezit cu tot staff-ul NATO, să îmi pozeze pentru a obține o caricatură semnată POPA’S. Menționez că aceștia cunoșteau arta și activitatea mea. Rapiditatea în portretistică nu este făcută în detrimentul calității. De aceea am fost numit caricaturistul oficial al summit-urilor. Când fac un portret îl înțeleg pe cel din fața mea și apoi îl așez pe hârtie. Primele manifestări artistice au fost la vârsta de 5 ani și au fost pe fețe de masă și cearceafuri. De fapt este un schimb energetic. În portret, ochiul reprezintă oglinda sufletului, iar expresia grotească, respectiv caricaturală, nu este influențată de starea mea. În portret, harul Domnului reprezintă 99%. Reîncărcarea mea energetică reprezintă în continuare un secret. Ceea ce se întâmplă în social și politic în România mi se pare un lucru ciudat. Cea mai mare performanță a mea o consider Premiul Academiei de Arte Frumoase de la Moscova, iar cel mai mare regret este că n-am avut niciodată ocazia să-i ofer caricatura unui dictator."

## Premii și distincții
- Marele premiu UNESCO 1979-1983
- Marele premiu de la Confolens (Franța) 1980
- Marele premiu la Tokio 1980
- Moscova 1983
- La Rochelle (Franța) 1984
- La Marianne și Saint Estève (Franța) 1990
- Cetățean de onoare al municipiului Cluj (1996)[1]
- Cetățean de onoare al municipiului Zalău (1997)[2]
- Cetățean de onoare al municipiului Ploiești (2002)[3]